# Олиготомиды
Олиготомиды (лат. Oligotomidae) — семейство насекомых из отряда эмбий.

## Описание
Самцы обладают таким апоморфным признаком, как апикально зубчатые мандибулы (Ross 1963, 1982). Обитают в разнообразных местах от пустынь до тропических дождевых лесов. Крупнейший род Aposthonia Krauss встречается главным образом в щелях в коре, почве, камнях, лишайниках (Ross, 1991).

## Распространение
Азия, Африка, Австралия, Европа. Единственный ископаемых представитель семейства был найден в меловом бирманском янтаре.

## Классификация
В семействе Oligotomidae 6 родов с 45 видами:
- Aposthonia Krauss, 1911 — 21 вид
- Bulbosembia Ross, 2007 — 1 вид
- Eosembia Ross, 2007 — 12 видов
- Haploembia Verhoeff, 1904 — 2 вида. Африка и Средиземноморье. В Европе:
  - Haploembia palaui Stefani, 1955 — Испания
  - Haploembia solieri (Rambur, 1842) — Эмбия средиземноморская (реликтовая) — широко распространена в районе Средиземного моря. Крым, Северный Кавказ.
- Lobosembia Ross, 2007 — 1 вид
- Oligotoma Westwood, 1837 — 25 видов